# 低溫暗物質搜尋計畫
低溫暗物質搜尋計畫（Cryogenic Dark Matter Search，簡稱：CDMS）
是暗物質直接探測的一系列實驗。
觀察對象是作為大質量弱相互作用粒子一類的暗物質。
第一組實驗 CDMSI 設置於史丹佛大學校園底下的隧道運作。第二期實驗CDMSII於2006年10月至2008年9月在位於明尼蘇達州素丹地礦國家公園（Soudan Underground Mine State Park）的地底深處完成運行。後繼實驗SuperCDMS Soudan於2012年3月至2014年7月在同一實驗室運行。下一階段實驗SuperCDMS SNOLAB將移至位於加拿大安大略省薩德伯里的薩德伯里微中子觀測站實驗室進行。

### 實驗結果
2009年12月17日，SuperCDMS小組宣布可能發現兩個候選WIMP事件，一個事件的探測時間是2007年8月8日，另一個是2007年10月27日。由於事件數量少，團隊可以排除例如中子碰撞這樣的背景噪聲充當假陽性信號的情況。這一類噪音被估計會在25％的時間內產生兩個或多個事件。實驗使用了聚乙烯吸收劑以減少任何中子背景。
2011年的低能量閾值分析，嘗試搜尋低質量WIMP（M <9 GeV）的證據。團隊給出WIMP暗物質作用截面上限排除了新的鍺實驗CoGeNT所宣佈的測得暗物質的跡象，以及長期存在的DAMA/NaI，DAMA/LIBRA年度調製分析結果。
發表於2013年5月“物理評論信息”對數據的進一步分析，檢測出3個WIMP事件，同時背景期望值爲0.7，結果符合WIMP（包括超中性子）模型的預測。這個結果統計上給出0.19%非尋常背景噪音的概率，探測得暗物質的置信水平爲99.8％（3西格瑪）。雖然仍不是確鑿證據，但這個結果對理論給出很重大的參考。
2012年10月至2013年6月的SuperCDMS搜索結果發佈於2014年6月，在WIMP質量小於30 GeV的信號區域中發現了11個事件，並得到了一個暗物質自旋無關相互作用截面的上限，而不利於近期CoGeNT宣佈的低質量暗物質信號。

## 外部連結
- CDMS 網站（页面存档备份，存于）